# ریو شینزاتو
ریو شینزاتو (انگلیسی: Ryo Shinzato؛ زادهٔ ۱۹ مهٔ ۱۹۹۰) بازیکن فوتبال اهل ژاپن است.